# Zac Hutcheson
Zachary Peter Hutcheson (* 17. September 1997 in Kingston, Ontario) ist ein kanadischer Volleyballspieler.

## Karriere
Hutcheson begann seine Karriere an der Holy Cross High School. Von 2015 bis 2020 studierte er an der Queen’s University und spielte in der Universitätsmannschaft Gaels. Danach war er zunächst im National Excellence Program aktiv. Von 2021 bis 2023 arbeitete er als Co-Trainer an der Universität. 2023 ging der Außenangreifer nach Aserbaidschan zu Khari Bulbul Şuşa VC. Von dort wechselte er im Januar 2024 zum griechischen Verein Athlos Orestiadas. In der Saison 2024/25 spielte er in Frankreich bei Tourcoing Lille Métropole. Mit dem Verein gewann er 2025 den französischen Pokal. Anschließend wurde er vom deutschen Bundesligisten SWD Powervolleys Düren verpflichtet.